# أوريكو غوميز
أوريكو غوميز (بالبرتغالية: Eurico Monteiro Gomes‏) ، من مواليد 29 سبتمبر 1955 ، لاعب كرة قدم برتغالي سابق.
لعب مع منتخب البرتغال لكرة القدم.

## مسيرته الكروية
لعب أوريكو غوميز خلال مسيرته الاحترافية مع 4 أندية في أربعة عشر موسمًا وسجل خلالها 7 أهداف ضمن 312 مباراة. حيث فاز في موسمين بالكأس وفي ستة مواسم بالدوري.
خاض أوريكو غوميز مسيرته مع نادي بنفيكا في موسم 1975–76 ليلعب معه أربعة مواسم، مشاركًا في 89 مباراة سجل خلالها هدفًا واحدًا. ثم انتقل إلى نادي سبورتينغ لشبونة في موسم 1979–80 واستمر معه طيلة ثلاثة مواسم، حيث شارك في 89 مباراة سجل خلالها هدفين. لينتقل بعدها إلى نادي بورتو في موسم 1982–83 ليلعب معه خمسة مواسم، مشاركًا في 89 مباراة سجل خلالها 4 أهداف. ثم انتقل إلى نادي فيتوريا سيتوبال في موسم 1987–88 ولمدة موسمين، مشاركًا في 45 مباراة ولم يسجل أي هدف.

## روابط خارجية
- أوريكو غوميز على موقع قاعدة بيانات كرة القدم.إي يو (الإنجليزية)
- أوريكو غوميز على موقع ناشيونال فوتبول تيمز (الإنجليزية)
- أوريكو غوميز على موقع عالم كرة القدم.نت (الإنجليزية)